# Cyclura
Cyclura là một chi thằn lằn trong họ Cự đà (Iguanidae). Chúng chỉ phân bố ở trên các đảo thuộc Tây Ấn.